# Une femme en prison
Singles par Kelly Rowland
Train on a track
(2003) Here We Go
(2005)
Une femme en prison est un single du rappeur français Stomy Bugsy, extrait de son sixième opus 4ème round. Ce titre est agrémenté des performances vocales de la chanteuse américaine Kelly Rowland. La chanson est écrite par Djam L, Maleko et Stomy Bugsy et composée Maleko, Djam L. Le titre est inclus dans l'édition francophone du 1er opus de Kelly Rowland, Simply Deep.

## Format et liste des pistes
1. Une femme en prison  (feat. Kelly Rowland)  — 4:05
2. Viens Avec Moi  (feat. Passi & Nawfel)  — 3:23
3. Viens Avec Moi  (feat. Nawfel)  — 3:23
4. Lascarface — 3:55

## Classement
| Chart (2008)         | Peak position |
| -------------------- | ------------- |
| French Airplay Chart | 62            |